# Arethusa (geslacht)
Arethusa is een geslacht van de onderfamilie Epidendroideae van de orchideeënfamilie (Orchidaceae).
Het is een monotypisch geslacht met de soort Arethusa bulbosa L..
Deze zeldzame orchidee komt voor in de gematigde regio's van Noord-Amerika, met name in het oosten van Canada en de Verenigde Staten. De plant komt voor in moerassige gebieden en wordt tot 15 cm hoog. De soort heeft een enkele, roze bloem.

## Naamgeving enetymologie
Het geslacht is vernoemd naar Arethusa, een zeenimf uit de Griekse mythologie.
Subtribus Arethusinae

Geslachten: Anthogonium · Arethusa · Arundina · Calopogon · Eleorchis

Subtribus Coelogyninae

Geslachten: Aglossorhyncha · Bletilla · Bracisepalum · Bulleya · Chelonistele · Coelogyne · Dendrochilum · Dickasonia · Dilochia · Entomophobia · Geesinkorchis · Glomera · Gynoglottis · Ischnogyne · Nabaluia · Neogyna · Otochilus · Panisea · Pholidota · Pleione · Thunia